# Катастрофа A300 под Бирмингемом
Катастрофа A300 под Бирмингемом — авиационная катастрофа, произошедшая во вторник 14 августа 2013 года. Грузовой самолёт Airbus A300F4-622R авиакомпании UPS Airlines выполнял плановый внутренний рейс UPS 1354 по маршруту Луисвилл—Бирмингем, но при заходе на посадку рухнул на землю в 1 километре от взлётной полосы аэропорта Бирмингема. Находившиеся на его борту оба пилота погибли.

## Самолёт
Airbus A300F4-622R (регистрационный номер N155UP, серийный 841) был выпущен в 2003 году (первый полёт совершил 3 ноября под тестовым б/н F-WWAT). 14 февраля 2004 года был передан авиакомпании UPS Airlines. Оснащён двумя двухконтурными турбовентиляторными двигателями Pratt & Whitney PW4158. На день катастрофы совершил свыше 6800 циклов «взлёт-посадка» и налетал свыше 11 000 часов.

## Экипаж
Экипаж рейса UPS 1354 состоял из двух пилотов:
- Командир воздушного судна (КВС) — 58-летний Сири Бил-младший (англ. Cerea Beal, Jr.)[5]. Житель Мэтьюза (Северная Каролина). Опытный пилот, проработал в авиакомпании UPS Airlines 22 года и 8 месяцев (с 29 октября 1990 года); до этого работал в авиакомпании Trans World Airlines (TWA). Управлял самолётами Boeing 727 (сначала в качестве бортинженера, а затем второго пилота) и Boeing 757 (в должности КВС). В должности командира Airbus A300 — с июня 2009 года (до этого управлял им в качестве второго пилота). Налетал 6406 часов, 3265 из них на Airbus A300.
- Второй пилот — 37-летняя Шанда Фаннинг (англ. Shanda Fanning)[6]. Жительница Линчберга (Теннесси). Опытный пилот, проработала в авиакомпании UPS Airlines 6 лет и 3 месяца (с 16 ноября 2006 года). В должности второго пилота Airbus A300 — с 7 июня 2012 года. Налетала 4721 час, 403 из них на Airbus A300.

Оба пилота работали на базе авиакомпании UPS Airlines в Луисвилле (Кентукки).

## Хронология событий

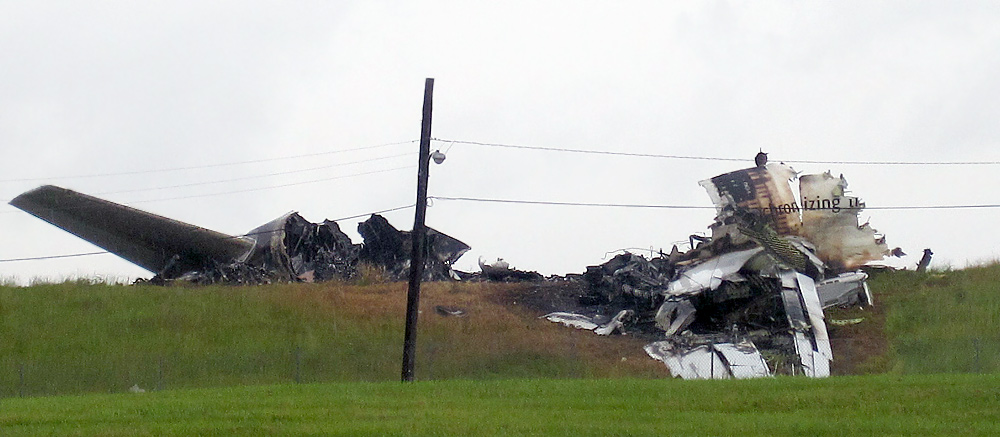
Хвостовая часть рейса 1354

## Расследование
Расследование причин катастрофы рейса UPS 1354 проводил Национальный совет по безопасности на транспорте (NTSB).
Окончательный отчёт расследования был опубликован 9 сентября 2014 года.

## Культурные аспекты
Катастрофа рейса 1354 UPS Airlines показана в 21 сезоне канадского документального телесериала Расследования авиакатастроф в серии Смертельная поставка.